# Manuel del Rosario
Manuel Platon del Rosario (* 1. Juli 1915 in Salvacion, Baao, Philippinen; † 23. März 2009 in Bocaue, Bulacan, Philippinen) war Bischof von Malolos (Philippinen).

## Leben
Manuel del Rosario, jüngstes von fünf Kindern, trat 1928 in das Priesterseminar Holy Rosary Minor Seminary ein. Von 1932 bis 1936 studierte er Philosophie an der University of Santo Tomas in Manila und von 1936 bis 1939 Theologie am dortigen Central Seminary. Am 25. März 1939 empfing Manuel del Rosario die Priesterweihe in der Kathedrale von Nueva Caceres, dem heutigen Naga City, durch Bischof Pedro Paulo Santos Songco für das Bistum Sorsogon. Er war zunächst Koadjutor an der Kathedrale von Nueva Caceres, später Finanzchef des Bistums und Pfarrvertreter in Iriga. Während der Kriegsjahre des Zweiten Weltkrieges war er als Bistumsökonom, Zensor, Rektor des Peñafrancia-Heiligtums und Generalvikar. 1949 wurde er Diözesanadministrator, Generalvikar im Bistum Catanduanes und Priester der Pfarre Virac sowie ab 1950 in Gubat, Sorsogon.
1955 wurde er von Papst Pius XII. zum Titularbischof von Zerta ernannt und zum Koadjutor mit dem Recht der Nachfolge im Bistum Calbayog bestellt. Die Bischofsweihe spendete ihm am 25. Juli 1955 der Erzbischof von Caceres, Pedro Paulo Santos Songco; Mitkonsekratoren waren der Bischof von Sorsogon, Teopisto Valderrama Alberto, und der Bischof von Palo, Lino R. Gonzaga y Rasdesales. Er war zum Zeitpunkt der Weihe der jüngste Bischof, der auf den Philippinen ordiniert wurde. 1956 wurde er Apostolischer Administrator des Bistums Calbayog.
Pius XII. ernannte ihn 1958 zum vierten Bischof des Bistums Calbayog. 1961 ernannte ihn Johannes XXIII. zum ersten Bischof des Bistums Malolos. Manuel del Rosario war Teilnehmer des Zweiten Vatikanischen Konzils. Er erlitt 1963 einen Schlaganfall und war seitdem auf einen Rollstuhl angewiesen. Seinem Rücktrittsgesuch aus gesundheitlichen Gründen wurde 1977 durch Paul VI. stattgegeben.